# Sacrament
Sacrament är det femte albumet från det amerikanska heavy metalbandet Lamb of God. Albumet släpptes den 22 augusti 2006 i USA och den 9 oktober i Storbritannien. Albumet var det mest sålda albumet från 2006 och fick priset Album of the Year från Revolver magazine.

## Låtlista
1. Walk with me in hell - 5:12
2. Again we rise - 4:29
3. Redneck - 3:42
4. Pathetic - 4:30
5. Foot to the Throat - 3:13
6. Descending - 3:37
7. Blacken The Cursed Sun - 5:26
8. Forgotten (Lost Angels) - 3:04
9. Requiem - 4:10
10. More Time to Kill - 3:36
11. Beathing On Deaths Door - 5:05